# Písmová osnova
Písmovou osnovu tvoří pomyslná soustava vodorovných linií, odborně zvaných dotažnic. Tyto dotažnice jsou důležité při tvorbě písma. Určují totiž výškové proporce kresby písma a umístění akcentů.

## Základní pojmy písmové osnovy

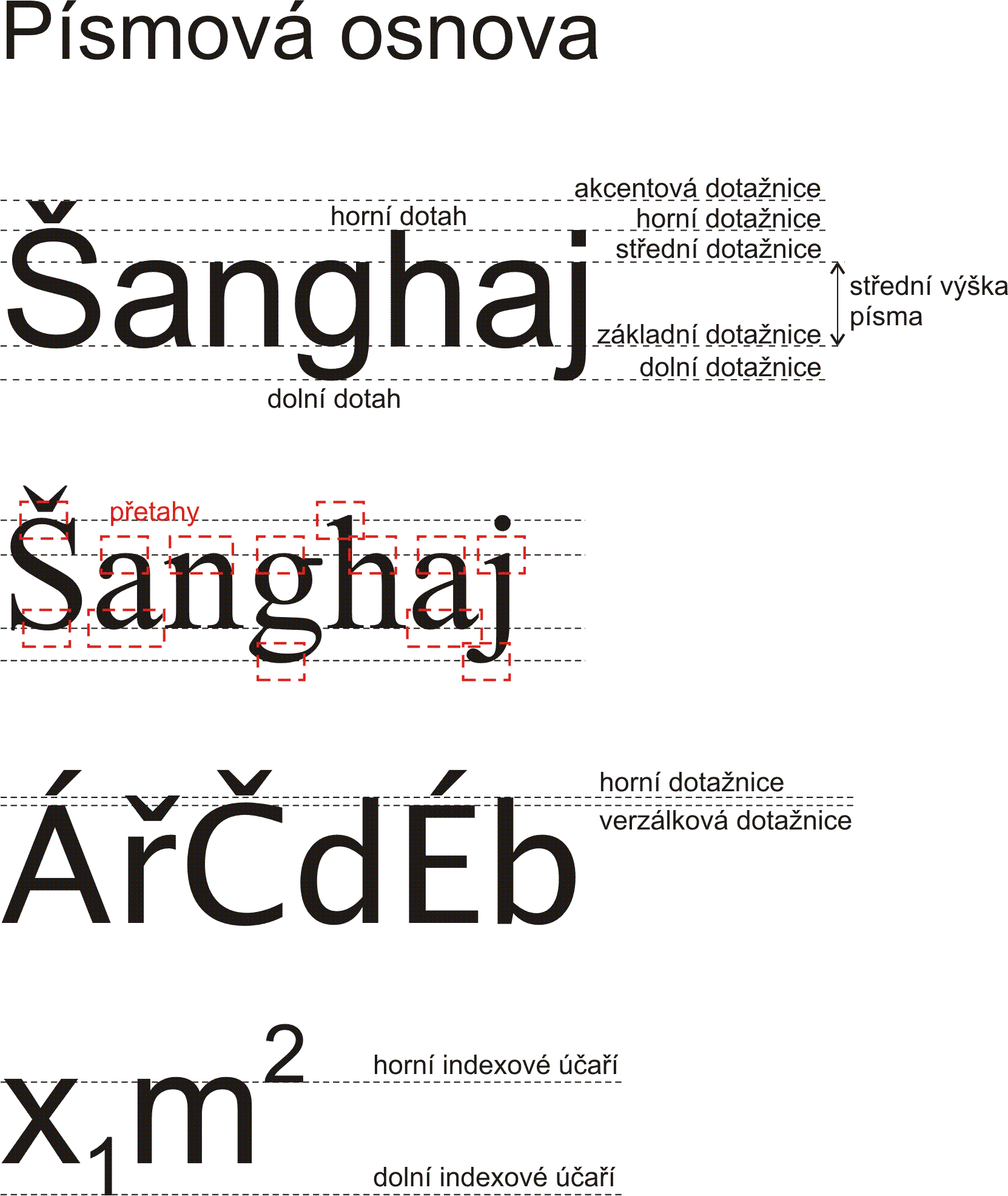
Písmová osnova

### Základní dotažnice
Základní dotažnice (účaří písma) je linka, na kterou jsou „posazena“ jednotlivá písmena, a jsou tak seřazena do řádku.

### Střední dotažnice
Střední dotažnicí je určena výška minusek (malých písmen) od účaří. Tato velikost se nazývá střední výška písma.

### Horní dotažnice
Horní dotažnice je linka určující „strop“ písmenek b, d, f, h, k, l, t. Svislé tahy těchto písmen se podle toho nazývají horní dotahy.

### Verzálková dotažnice
Verzálková dotažnice definuje výšku verzálek (velkých písmen). U mnohých písem je shodná s horní dotažnicí, avšak nejsou výjimkou písma s verzálkami nižšími než horní dotahy minusek. To je z důvodu, aby se diakritická znamínka vešla do kuželky a nevystupovala tolik z kresby řádků.

### Dolní dotažnice
Spodní hranici svislých tahů minusek g, j, p, q, y nám určuje tzv. dolní dotažnice. Tyto svislé tahy písem se nazývají dolní dotahy.

### Přetahy
Zaoblená písmena (o, p, c, b, d, atd.) mírně překračují své dotažnice, a to jak ve verzálkách, tak v minuskách. Tento jev se nazývá přetah a používá se proto, aby se tato písmena nejevila opticky menší.

### Akcentová dotažnice
Akcentová dotažnice je nejvýše položenou linií písmové osnovy. Tato dotažnice určuje umístění verzálkových akcentů. Minuskové akcenty mají svou vlastní akcentovou dotažnici. Ta se většinou kryje s horní dotažnicí.

### Indexová účaří
Indexovým účařím se řídí indexy. Pro horní index je to horní indexové účaří, pro dolní index je to dolní indexové účaří.

## Význam písmové osnovy

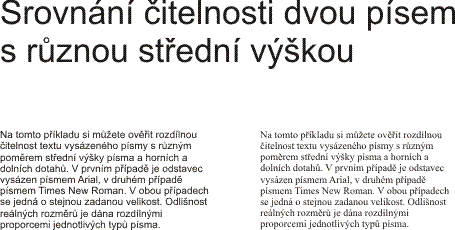
Srovnání čitelnosti dvou písem s různou písmovou osnovou

Rozvržení písmové osnovy vtiskuje písmu svůj osobitý charakter. Proto je u každého písma tato osnova jiná. Vzájemný poměr střední výšky k délce horních a dolních dotahů ovlivňuje čitelnost písma, jeho celkové zabarvení a kresebnou vyrovnanost. Větší střední výška písma a menší horní a dolní dotahy zaručují vyšší čitelnost i v malých velikostech, protože se v tisku jeho tahy neslévají.
Na obrázku si můžete porovnat čitelnost dvou různých písem vysázených ve stejné velikosti. Rozdíl čitelnosti je zřejmý zejména při malých velikostech písma.